# Slavica Golubović
Prof. dr Slavica Golubović (1951), redovni profesor Fakulteta za specijalnu edukaciju i rehabilitaciju (FASPER) u Beogradu. 
U okviru projekta „Primjena inkluzije u osnovnim školama", koji je realizovalo Ministarstvo prosvjete i kulture Republike Srpske u saradnji sa Republičkim pedagoškim zavodom, uz finansijsku podršku UNICEF-a, održala je seminare za nastavnike koji rade sa učenicima koji imaju smetnje u razvoju.

Inkluzija u školama
Profesorka je navela da uvođenje inkluzije u škole predstavlja opšti problem u cijelom regionu i da se moraju obezbijediti optimalni uslovi za inkluziju, jer rad sa djecom sa smetnjama u razvoju zahtijeva edukovane nastavnike, kao i cijeli  sistem tehnike i podrške koja ide uz to.

Logopedski tretmani
Prof. dr Slavica Golubović govori o govorno jezičkom razvoju dece, ali ističe da uspeh logopedskih tretmana u velikoj meri zavisi od pravovremenog-ranog javljanja logopedu.